# محمد بوسعيد
محمد بوسعيد (ولد في 26 شتنبر 1961، في فاس) مهندس و سياسي مغربي، منتسب لحزب التجمع الوطني للأحرار، شغل منصب وزير الاقتصاد و المالية في حكومة بنكيران الثانية. تقلد قبلها منصب والي على جهة الدار البيضاء (بين 2012 و2013) ووالي سوس ماسة درعة (بين 2010 و2012)، إضافة لحقيبة السياحة ضمن حكومة عباس الفاسي (بين 2007 و2010) و حقيبة تحديث الوظيفة العمومية ضمن حكومة ادريس جطو (بين 2004 و2007).

يعتبر بوسعيد من جيل خريجي كبريات المدارس الفرنسية للهندسة، الذين كان المستشار الملكي السابق عبد العزيز مزيان بلفقيه عراب إدماجهم في الحياة السياسية المغربية. كان بوسعيد عضوا في اللجنة التنفيذية لحزب التجمع الوطني للأحرار بين 2004 و2010.

## سيرته
ولد محمد بوسعيد في المدينة القديمة لفاس سنة 1961، و بعد حصوله على الباكالوريا في شعبة العلوم الرياضية، سنة 1980، في ثانوية مولاي إدريس. انتقل لفرنسا لمتابعة دراسته في ميدان الهندسة، حيث تخرج من مدرسة القناطر الباريسية سنة 1986 كمهندس صناعي.

بعد رجوعه للمغرب، اشتغل في الاستشارة الهندسية بالبنك التجاري المغربي (سلف التجاري وفا بنك) بين 1986 و1992. بعد ذلك اشتغل كمدير عام مساعد في إحدى شركات الصناعة الكيميائية، إلى غاية 1994. سيعود بعد ذلك للمجال البنكي، حيث اشتغل بين 1994 و1995 كمسؤول محفظة في مديرية المقاولات الكبرى بالبنك المغربي للتجارة و الصناعة (BMCI).

## مسيرته السياسية
شكلت سنة 1995 بداية مسيرته في الإدارة المغربية حيث شغل منصب مدير ديوان وزير الأشغال العمومية بين 1995 و1998، ثم مدير ديوان وزير الفلاحة و التجهيز و البيئة. تقلد بين 1998 و2001 منصب مدير البرامج و الدراسات في وزارة التجهيز، ثم منصب مدير المقاولات العمومية و المساهمات و الخوصصة في وزارة المالية بين 2001 و2004.

في 2004، سيتقلد منصب وزير تحديث الوظيفة العمومية ضمن حكومة إدريس جطو، و في عهده تم إنجاز عملية التقاعد النسبي لحوالي 40000 موظف. في أكتوبر 2007، أسندت لبوسعيد حقيبة السياحة و الصناعة التقليدية ضمن حكومة عباس الفاسي، إلى غاية يناير 2010.

في 2010 عين بوسعيد واليا على جهة سوس ماسة درعة ثم واليا على جهة الدار البيضاء الكبرى في ماي 2012. خلال تقلده لهذين المنصبين، فك بوسعيد ارتباطه بحزب التجمع الوطني للأحرار.

في أكتوبر 2013، تقلد بوسعيد منصب وزير الاقتصاد و المالية ضمن حكومة بنكيران الثانية، باسم حزب التجمع الوطني للأحرار.